# Urheimat
Urheimat (em alemão: ur-, "original", "antigo"; Heimat, "lar", "terra natal") é um termo linguístico que denota a terra natal dos falantes de uma proto-língua. Desde que muitos povos tendem a vagar e se disseminar, não há um Urheimat absoluto, tal como há um Urheimat indo-europeu diferente a partir do Urheimat germânico ou românico. Se a proto-língua era falada nos tempos históricos, a localização do Urheimat é tipicamente indiscutível, como o Império Romano no caso das línguas românicas. Se a proto-língua não é comprovada, todavia, sua existência, e por consequência a existência e exata localização do Urheimat, deve ser sempre de natureza hipotética.

## Reconstrução
Nos casos onde o Urheimat de um grupo linguístico em particular não é absolutamente conhecido, um método para identificá-lo é uma análise do vocabulário da proto-língua.
Por exemplo, caso não haja documentos históricos e alguém queira encontrar o Urheimat das línguas romances, a raiz romance para "vaca", que é muito similar em todas as línguas de base latina, indicaria que as línguas romances se espalharam a partir de uma região onde havia vacas.
Português: vaca
- Inglês: cow
- Espanhol: vaca
- Francês: vache
- Italiano: vacca
- Romeno: vacă

Assim, ainda se vê que provavelmente, vaca em indo-europeu começava com v, tinha um a, tônico ou não, depois, se encontrava um c ou "tch" sonoricamente e vinha a letra provavelmente tônica depois, parecida com "ó". A reconstrução é mais complexa, de modo que se levam em conta os sotaques que alteram a escrita.

## Terra natal indo-europeia
Dessa maneira, os acadêmicos têm tentado identificar a terra natal das línguas indo-europeias, às quais o termo Urheimat é mais frequentemente aplicado. Possivelmente indicadores geográficos relevantes são as palavras comuns para "faia" e "salmão" (enquanto não há uma palavra comum para "leão", por exemplo - o fato de tantas palavras europeias para "leão" serem parecidas deve-se mais a empréstimos recentes). Muitas hipóteses para um Urheimat têm sido propostas, e Mallory diz: "Ninguém pergunta 'onde é a terra natal indo-europeia?' mas 'onde colocá-los agora?' " Mallory (1989:143).
Hipóteses específicas:
- Hipótese Kurgan
- Hipótese anatólia
- Hipótese armênia
- Hipótese indiana

## América e Europa

### América do Norte
Esquimó-aleúte
As línguas esquimó-aleútes se originaram na região do estreito de Bering ou sudoeste do Alasca.
Na-Dené e Yeniseian
A hipótese Dené-Yeniseian propõe que as línguas Na-Dené da América do Norte e as línguas Yeniseian da Sibéria Central compartilham um ancestral comum. As pátrias sugeridas para esta família incluem a Ásia Central ou Ocidental, Sibéria, ou Beringia, mas atualmente não há evidências suficientes para resolver a questão.
Algic
As línguas algicas são distribuídas desde a costa do Pacífico até a costa atlântica da América do Norte. Sugere-se que o proto-algico foi falado no planalto de Columbia. A partir daí, falantes pré- wyot e pré- yurok se mudaram para sudoeste, para a costa norte da Califórnia, enquanto os falantes pré -proto-algonquiano se mudaram para as planícies do norte, que era o centro de dispersão das línguas algonquianas.
Uto-asteca
Algumas autoridades na história do grupo de línguas uto-astecas colocam a pátria proto-uto-asteca na região de fronteira entre os EUA e o México, a saber, as regiões montanhosas do Arizona e Novo México e as áreas adjacentes dos estados mexicanos de Sonora e Chihuahua, correspondendo aproximadamente ao deserto de Sonora. A protolinguagem teria sido falada por forrageadores, há cerca de 5000 anos. Hill (2001) propõe, em vez de uma pátria mais ao sul, fazendo com que os supostos falantes de cultivadores de milho proto-uto-asteca na Mesoamérica, que foram gradualmente empurrados para o norte, trazendo consigo o cultivo do milho, durante o período de aproximadamente há 4500 a 3000 anos, a difusão geográfica dos falantes correspondendo à ruptura da unidade linguística.

### América do Sul
Tupi
O proto-tupi, ancestral comum reconstruído das línguas tupi da América do Sul, provavelmente foi falado na região entre os rios Guaporé e Aripuanã, há cerca de 5 000 anos.

### Eurásia Ocidental

Mapa mostrando a distribuição atual das línguas indo-europeias na Eurásia (verde claro) e a provável pátria proto-indo-europeia (verde escuro).

Indo-europeu
A identificação da pátria proto-indo-europeia foi debatida por séculos, mas a hipótese da estepe agora é amplamente aceita, colocando-a na estepe Pôntico-Cáspio por volta de 4 000 a.C.
Caucasiano
O alheios Kartvelian, Northwest Caucasiano (Abkhaz-Adygean) e Nordeste Caucasiano famílias linguísticas (Nakh-Daghestanian) são presume ser indígena ao Cáucaso. Há extensas evidências de contato entre as línguas caucasianas, especialmente proto-kartveliana e proto-indo-européia, indicando que elas eram faladas nas proximidades há pelo menos três a quatro mil anos.
Dravidiano
Embora as línguas dravidianas estejam agora concentradas no sul da Índia, com bolsões isolados mais ao norte, nomes de lugares e influências de substrato nas línguas indo-arianas indicam que já foram faladas mais amplamente em todo o subcontinente. Termos proto-dravidianos reconstruídos para flora e fauna apoiam a ideia de que dravidian é nativo da Índia. Os proponentes de uma migração do noroeste citam a localização de Brahui, uma conexão hipotética com as escrituras indecifradas do Vale do Indo e afirmações de uma ligação com Elamita.

## Ásia Oriental
Japonês
A maioria dos estudiosos acredita que o Japão foi trazido para o norte de Kyushu da península coreana por volta de 700 a 300 a.C. por fazendeiros de arroz úmido da cultura Yayoi, espalhando-se de lá por todo o arquipélago japonês e um pouco mais tarde para as ilhas Ryukyu. Há evidências fragmentárias de nomes de lugares que as línguas japonesas extintas ainda eram faladas nas partes central e sul da península coreana vários séculos depois.
Coreano
Todas as variedades coreanas modernas descendem da língua de Silla Unificada, que governou os dois terços do sul da península coreana entre os séculos VII e X. As evidências para a história linguística anterior da península são extremamente esparsas.  A visão ortodoxa entre os historiadores sociais coreanos é que o povo coreano migrou para a península do norte, mas nenhuma evidência arqueológica de tal migração foi encontrada.
Sino-tibetana
A reconstrução de sino-tibetana é muito menos desenvolvida do que para outras famílias importantes, então sua estrutura de nível superior e profundidade de tempo permanecem obscuros. As pátrias e períodos propostos incluem: os cursos superior e médio do Rio Amarelo, há cerca de 4-8 mil anos, associados à hipótese de uma ramificação de nível superior entre os chineses e o resto; sudoeste de Sichuan por volta de há 9 mil anos, associado à hipótese de que chineses e tibetanos formam uma sub-ramificação; Nordeste da Índia (a área de diversidade máxima) há 9–10 mil anos.
Hmong – Mien
A pátria mais provável das línguas Hmong-Mien está no sul da China, entre os rios Yangtze e Mekong, mas os falantes dessas línguas podem ter migrado da China Central como resultado da expansão dos chineses Han.
Kra – Dai
A maioria dos estudiosos localiza a terra natal das línguas Kra-Dai no sul da China, possivelmente na costa de Fujian ou Guangdong.
Austroasiatic
A Austroasiatic é amplamente considerada a família mais antiga no sudeste da Ásia continental, com sua distribuição descontínua resultante da chegada posterior de outras famílias. Os vários ramos compartilham um grande vocabulário sobre o cultivo de arroz, mas poucos relacionados a metais. identificação da pátria da família foi dificultada pela falta de progresso em sua ramificação. As principais propostas são o norte da Índia (favorecido por aqueles que assumem uma ramificação inicial de Munda), o sudeste da Ásia (a área de máxima diversidade) e o sul da China (com base em empréstimos em chinês).
Austronésico
A pátria das línguas austronésias é amplamente aceita pelos lingüistas como a ilha de Taiwan.